# André Nzapayeké
André Nzapayeké (Bangassou, 20 agosto 1951) è un politico centrafricano.
È stato Primo ministro ad interim della Repubblica Centrafricana dal gennaio all'agosto 2014.